# Greece's Next Top Model (mùa 1)
Mùa đầu tiên của Greece's Next Top Model được dựa theo America's Next Top Model của Tyra Banks. Sau 7 năm vắng bóng, chương trình quay lại và cùng với 4 vị giám khảo mới là Vicky Kaya, Angelos Bratis, Iliana Papageorgiou và Dimitris Skoulos, cả 4 vị giám khảo đều là host. Chương trình không có điểm đến quốc tế cho mùa này.
Người chiến thắng trong cuộc thi là Eirini Kazaryan, 21 tuổi từ Athens. Cô giành được:
- 1 hợp đồng người mẫu với Place Models ở Hamburg
- Lên ảnh bìa tạp chí InStyle
- 1 hợp đồng quảng cáo với Dust & Cream
- Giải thưởng tiền mặt trị giá €50,000

## Các thí sinh
(Tuổi tính từ ngày dự thi)
| Thí sinh            | Tuổi | Chiều cao               | Quê quán     | Bị loại ở | Hạng               |
| ------------------- | ---- | ----------------------- | ------------ | --------- | ------------------ |
| Angelina Georgiou   | 24   |                         |              | Tập 8     | 25 (dừng cuộc thi) |
| Gina Chaniotaki     | 18   | 1,70 m (5 ft 7 in)      | Crete        | Tập 8     | 24-23              |
| Vasiliki Karra      | 20   | 1,70 m (5 ft 7 in)      | Athens       | Tập 8     | 24-23              |
| Sofia Zachariadou   | 23   | 1,70 m (5 ft 7 in)      | Thessaloniki | Tập 9     | 22                 |
| Ioanna Desylla      | 19   | 1,80 m (5 ft 11 in)     | Elefsina     | Tập 9     | 21                 |
| Katerina Visseri    | 24   | 1,75 m (5 ft 9 in)      | Serres       | Tập 12    | 20                 |
| Marianna Mantesi    | 18   | 1,80 m (5 ft 11 in)     | Athens       | Tập 14    | 19                 |
| Garifallia Kalifoni | 22   | 1,73 m (5 ft 8 in)      | Agrinio      | Tập 15    | 18 (dừng cuộc thi) |
| Elena Kalliontzi    | 21   | 1,75 m (5 ft 9 in)      | Heraklion    | Tập 15    | 17                 |
| Meggi Ndrio         | 25   | 1,80 m (5 ft 11 in)     | Thessaloniki | Tập 16    | 16                 |
| Rozana Koutsoukou   | 21   | 1,67 m (5 ft 5+1⁄2 in)  | Mykonos      | Tập 17    | 15                 |
| Eirini Sterianou    | 23   | 1,73 m (5 ft 8 in)      | Lesbos       | Tập 18    | 14                 |
| Ioanna Sarri        | 21   | 1,83 m (6 ft 0 in)      | Athens       | Tập 19    | 13                 |
| Christianna Skoura  | 22   | 1,78 m (5 ft 10 in)     | Rhodes       | Tập 21    | 12                 |
| Xanthi Tzerefou     | 20   | 1,72 m (5 ft 7+1⁄2 in)  | Piraeus      | Tập 22    | 11 (dừng cuộc thi) |
| Agapi Olagbegi      | 20   | 1,80 m (5 ft 11 in)     | Athens       | Tập 22    | 10                 |
| Mikaela Fotiadis    | 25   | 1,78 m (5 ft 10 in)     | Ierapetra    | Tập 23    | 9                  |
| Anna Tsakouridou    | 24   | 1,73 m (5 ft 8 in)      | Larissa      | Tập 24    | 8                  |
| Elda Laska          | 22   | 1,80 m (5 ft 11 in)     | Heraklion    | Tập 25    | 7-6                |
| Irini Ermidou       | 19   | 1,86 m (6 ft 1 in)      | Komotini     | Tập 25    | 7-6                |
| Evi Ioannidou       | 23   | 1,80 m (5 ft 11 in)     | Veria        | Tập 26    | 5                  |
| Anna Amanatidou     | 21   | 1,70 m (5 ft 7 in)      | Thessaloniki | Tập 27    | 4                  |
| Marianna Painesi    | 24   | 1,73 m (5 ft 8 in)      | Athens       | Tập 28    | 3                  |
| Evelina Skichko     | 20   | 1,79 m (5 ft 10+1⁄2 in) | Nicosia, Síp | Tập 28    | 2                  |
| Eirini Kazaryan     | 21   | 1,76 m (5 ft 9+1⁄2 in)  | Athens       | Tập 28    | 1                  |

## Thứ tự gọi tên
| Thứ tự | Tập         | Tập | Tập         | Tập         | Tập         | Tập         | Tập         | Tập         | Tập           | Tập         | Tập         | Tập         | Tập         | Tập         | Tập         | Tập         | Tập         | Tập         | Tập         | Tập         | Tập         |
| Thứ tự | 7           | 8 | 9           | 11          | 12          | 13          | 14          | 15          | 16            | 17          | 18          | 19          | 20          | 21          | 22          | 23          | 24          | 25          | 26          | 27          | 28          |
| ------ | ----------- | --- | ----------- | ----------- | ----------- | ----------- | ----------- | ----------- | ------------- | ----------- | ----------- | ----------- | ----------- | ----------- | ----------- | ----------- | ----------- | ----------- | ----------- | ----------- | ----------- |
| 1      | Agapi       | Agapi Anna A. Anna T. Christianna Eirini K. Eirini S. Elda Elena Evelina Evi Garifallia Ioanna D. Ioanna S. Irini Katerina Marianna M. Marianna P. Meggi Mikaela Rozana Sofia Xanthi | Anna A.     | Evelina     | Garifallia  | Elena       | Mikaela     | Evi         | Evelina Irini | Marianna P. | Evi         | Eirini K.   | Eirini K.   | Anna A.     | Elda        | Marianna P. | Marianna P. | Anna A.     | Eirini K.   | Evelina     | Eirini K.   |
| 2      | Angelina    | Agapi Anna A. Anna T. Christianna Eirini K. Eirini S. Elda Elena Evelina Evi Garifallia Ioanna D. Ioanna S. Irini Katerina Marianna M. Marianna P. Meggi Mikaela Rozana Sofia Xanthi | Christianna | Xanthi      | Marianna P. | Anna T.     | Evelina     | Meggi       | Evelina Irini | Eirini K.   | Marianna P. | Xanthi      | Anna A.     | Evelina     | Anna T.     | Evelina     | Eirini K.   | Evelina     | Marianna P. | Eirini K.   | Evelina     |
| 3      | Elda        | Agapi Anna A. Anna T. Christianna Eirini K. Eirini S. Elda Elena Evelina Evi Garifallia Ioanna D. Ioanna S. Irini Katerina Marianna M. Marianna P. Meggi Mikaela Rozana Sofia Xanthi | Marianna P. | Marianna P. | Meggi       | Irini       | Evi         | Mikaela     | Eirini S.     | Irini       | Irini       | Mikaela     | Evi         | Marianna P. | Anna A.     | Anna A.     | Evelina     | Eirini K.   | Evelina     | Marianna P. | Marianna P. |
| 4      | Eirini K.   | Agapi Anna A. Anna T. Christianna Eirini K. Eirini S. Elda Elena Evelina Evi Garifallia Ioanna D. Ioanna S. Irini Katerina Marianna M. Marianna P. Meggi Mikaela Rozana Sofia Xanthi | Elda        | Elena       | Irini       | Mikaela     | Meggi       | Garifallia  | Mikaela       | Eirini S.   | Eirini K.   | Evi         | Marianna P. | Irini       | Marianna P. | Elda        | Elda        | Marianna P. | Anna A.     | Anna A.     |             |
| 5      | Xanthi      | Agapi Anna A. Anna T. Christianna Eirini K. Eirini S. Elda Elena Evelina Evi Garifallia Ioanna D. Ioanna S. Irini Katerina Marianna M. Marianna P. Meggi Mikaela Rozana Sofia Xanthi | Ioanna S.   | Anna T.     | Anna A.     | Evelina     | Eirini S.   | Ioanna S.   | Anna A.       | Christianna | Anna T.     | Marianna P. | Christianna | Evi         | Eirini K.   | Eirini K.   | Evi         | Evi         | Evi         |             |             |
| 6      | Meggi       | Agapi Anna A. Anna T. Christianna Eirini K. Eirini S. Elda Elena Evelina Evi Garifallia Ioanna D. Ioanna S. Irini Katerina Marianna M. Marianna P. Meggi Mikaela Rozana Sofia Xanthi | Evelina     | Rozana      | Mikaela     | Marianna P. | Ioanna S.   | Irini       | Eirini K.     | Anna T.     | Anna A.     | Irini       | Evelina     | Mikaela     | Evelina     | Anna T.     | Irini       | Elda Irini  |             |             |             |
| 7      | Gina        | Agapi Anna A. Anna T. Christianna Eirini K. Eirini S. Elda Elena Evelina Evi Garifallia Ioanna D. Ioanna S. Irini Katerina Marianna M. Marianna P. Meggi Mikaela Rozana Sofia Xanthi | Evi         | Marianna M. | Evelina     | Ioanna S.   | Garifallia  | Eirini S.   | Evi           | Evi         | Evelina     | Evelina     | Xanthi      | Xanthi      | Irini       | Irini       | Anna A.     | Elda Irini  |             |             |             |
| 8      | Eirini S.   | Agapi Anna A. Anna T. Christianna Eirini K. Eirini S. Elda Elena Evelina Evi Garifallia Ioanna D. Ioanna S. Irini Katerina Marianna M. Marianna P. Meggi Mikaela Rozana Sofia Xanthi | Anna T.     | Meggi       | Christianna | Xanthi      | Elena       | Evelina     | Anna T.       | Ioanna S.   | Xanthi      | Anna T.     | Irini       | Eirini K.   | Evi         | Evi         | Anna T.     |             |             |             |             |
| 9      | Vasiliki    | Agapi Anna A. Anna T. Christianna Eirini K. Eirini S. Elda Elena Evelina Evi Garifallia Ioanna D. Ioanna S. Irini Katerina Marianna M. Marianna P. Meggi Mikaela Rozana Sofia Xanthi | Irini       | Christianna | Eirini K.   | Rozana      | Rozana      | Anna T.     | Christianna   | Evelina     | Mikaela     | Christianna | Mikaela     | Christianna | Mikaela     | Mikaela     |             |             |             |             |             |
| 10     | Garifallia  | Agapi Anna A. Anna T. Christianna Eirini K. Eirini S. Elda Elena Evelina Evi Garifallia Ioanna D. Ioanna S. Irini Katerina Marianna M. Marianna P. Meggi Mikaela Rozana Sofia Xanthi | Xanthi      | Mikaela     | Rozana      | Meggi       | Eirini K.   | Christianna | Ioanna        | Anna A.     | Christianna | Anna A.     | Anna T.     |             | Agapi       |             |             |             |             |             |             |
| 11     | Marianna M. | Agapi Anna A. Anna T. Christianna Eirini K. Eirini S. Elda Elena Evelina Evi Garifallia Ioanna D. Ioanna S. Irini Katerina Marianna M. Marianna P. Meggi Mikaela Rozana Sofia Xanthi | Rozana      | Eirini S.   | Xanthi      | Evi         | Anna A.     | Marianna P. | Marianna P.   | Mikaela     | Ioanna S.   | Ioanna S.   |             |             | Xanthi      |             |             |             |             |             |             |
| 12     | Evelina     | Agapi Anna A. Anna T. Christianna Eirini K. Eirini S. Elda Elena Evelina Evi Garifallia Ioanna D. Ioanna S. Irini Katerina Marianna M. Marianna P. Meggi Mikaela Rozana Sofia Xanthi | Eirini S.   | Anna A.     | Elena       | Christianna | Anna T.     | Xanthi      | Xanthi        | Xanthi      | Eirini S.   |             |             |             |             |             |             |             |             |             |             |
| 13     | Katerina    | Agapi Anna A. Anna T. Christianna Eirini K. Eirini S. Elda Elena Evelina Evi Garifallia Ioanna D. Ioanna S. Irini Katerina Marianna M. Marianna P. Meggi Mikaela Rozana Sofia Xanthi | Marianna M. | Elda        | Anna T.     | Garifallia  | Marianna P. | Rozana      | Rozana        | Rozana      |             |             |             |             |             |             |             |             |             |             |             |
| 14     | Ioanna S.   | Agapi Anna A. Anna T. Christianna Eirini K. Eirini S. Elda Elena Evelina Evi Garifallia Ioanna D. Ioanna S. Irini Katerina Marianna M. Marianna P. Meggi Mikaela Rozana Sofia Xanthi | Elena       | Garifallia  | Evi         | Anna A.     | Christianna | Anna A.     | Meggi         |             |             |             |             |             |             |             |             |             |             |             |             |
| 15     | Christianna | Agapi Anna A. Anna T. Christianna Eirini K. Eirini S. Elda Elena Evelina Evi Garifallia Ioanna D. Ioanna S. Irini Katerina Marianna M. Marianna P. Meggi Mikaela Rozana Sofia Xanthi | Katerina    | Irini       | Ioanna S.   | Eirini K.   | Xanthi      | Eirini K.   |               |             |             |             |             |             |             |             |             |             |             |             |             |
| 16     | Evi         | Agapi Anna A. Anna T. Christianna Eirini K. Eirini S. Elda Elena Evelina Evi Garifallia Ioanna D. Ioanna S. Irini Katerina Marianna M. Marianna P. Meggi Mikaela Rozana Sofia Xanthi | Garifallia  | Eirini K.   | Eirini S.   | Marianna M. | Irini       | Elena       |               |             |             |             |             |             |             |             |             |             |             |             |             |
| 17     | Mikaela     | Agapi Anna A. Anna T. Christianna Eirini K. Eirini S. Elda Elena Evelina Evi Garifallia Ioanna D. Ioanna S. Irini Katerina Marianna M. Marianna P. Meggi Mikaela Rozana Sofia Xanthi | Mikaela     | Ioanna S.   | Marianna M. | Eirini S.   | Marianna M. |             |               |             |             |             |             |             |             |             |             |             |             |             |             |
| 18     | Marianna P. | Agapi Anna A. Anna T. Christianna Eirini K. Eirini S. Elda Elena Evelina Evi Garifallia Ioanna D. Ioanna S. Irini Katerina Marianna M. Marianna P. Meggi Mikaela Rozana Sofia Xanthi | Meggi       | Evi         | Elda        | Elda        |             |             |               |             |             |             |             |             |             |             |             |             |             |             |             |
| 19     | Rozana      | Agapi Anna A. Anna T. Christianna Eirini K. Eirini S. Elda Elena Evelina Evi Garifallia Ioanna D. Ioanna S. Irini Katerina Marianna M. Marianna P. Meggi Mikaela Rozana Sofia Xanthi | Agapi       | Katerina    | Katerina    |             |             |             |               |             |             |             |             |             |             |             |             |             |             |             |             |
| 20     | Sofia       | Agapi Anna A. Anna T. Christianna Eirini K. Eirini S. Elda Elena Evelina Evi Garifallia Ioanna D. Ioanna S. Irini Katerina Marianna M. Marianna P. Meggi Mikaela Rozana Sofia Xanthi | Eirini K.   | Agapi       |             |             |             |             |               |             |             |             |             |             |             |             |             |             |             |             |             |
| 21     | Anna A.     | Agapi Anna A. Anna T. Christianna Eirini K. Eirini S. Elda Elena Evelina Evi Garifallia Ioanna D. Ioanna S. Irini Katerina Marianna M. Marianna P. Meggi Mikaela Rozana Sofia Xanthi | Ioanna D.   |             |             |             |             |             |               |             |             |             |             |             |             |             |             |             |             |             |             |
| 22     | Anna T.     | Agapi Anna A. Anna T. Christianna Eirini K. Eirini S. Elda Elena Evelina Evi Garifallia Ioanna D. Ioanna S. Irini Katerina Marianna M. Marianna P. Meggi Mikaela Rozana Sofia Xanthi | Sofia       |             |             |             |             |             |               |             |             |             |             |             |             |             |             |             |             |             |             |
| 23     | Elena       | Gina Valisiki |             |             |             |             |             |             |               |             |             |             |             |             |             |             |             |             |             |             |             |
| 24     | Ioanna D.   | Gina Valisiki |             |             |             |             |             |             |               |             |             |             |             |             |             |             |             |             |             |             |             |
| 25     | Irini       | Angelina |             |             |             |             |             |             |               |             |             |             |             |             |             |             |             |             |             |             |             |

     Thí sinh được miễn loại
     Thí sinh bị loại
     Thí sinh bị loại trước phòng đánh giá
     Thí sinh dừng cuộc thi
     Thí sinh chiến thắng cuộc thi
- Từ tập 1-7 là tập casting. Từ hàng ngàn cô gái dự thi đã được giảm xuống còn 70 thí sinh bán kết. Sau tập 7, 25 thí sinh được chọn vào cuộc thi.
- Trong tập 8, Angelina dừng cuộc thi sau khi bước vào ngôi nhà người mẫu. Gina & Valisiki bị loại sau buổi chụp ảnh thẻ trước khi được ở trong ngôi nhà chung
- Trong tập 9, Sofia bị loại trước khi bắt đầu buổi đánh giá vì không thể tạo dáng dưới nước trong buổi chụp hình.
- Trong tập 15, Garifallia dừng cuộc thi tại phòng đánh giá
- Trong tập 16, Evelina & Eirini E. cùng được gọi đầu tiên
- Trong tập 22, Agapi, Anna T. & Elnta được quay trở lại cuộc thi. Xanthi buộc phải dừng cuộc thi vì lý do y tế
- Trong tập 23, Marianna P. được miễn loại khỏi chiến thắng thử thách
- Buổi loại trừ trong tập 28 được truyền hình trực tiếp và chương trình xác định quán quân bằng cách tính điểm qua 3 buổi chụp hình và đoạn quảng cáo cuối cùng của họ

### Buổi chụp hình
- Tập 6: Áo tắm ở hồ Vouliagmeni (casting)
- Tập 8: Ảnh thẻ; Tạo dáng với trang sức trong bồn tắm
- Tập 9: Nàng tiên dưới nước
- Tập 11: Ảnh trắng đen trên không với diện mạo mới
- Tập 12: Thời trang châu Phi
- Tập 13: Tạo dáng trên vách đá
- Tập 14: Vượt qua sự mặc cảm
- Tập 15: Tạo dáng với người mẫu nam theo cặp
- Tập 16: Cô dâu chạy trên đường đua
- Tập 17: Tạo dáng trên sàn diễn thời trang nổi
- Tập 18: Thời trang trong sự vội vàng
- Tập 19: Thời trang động vật
- Tập 29: Bữa tối sang trọng
- Tập 21: Sắc màu trẻ thơ với trẻ em
- Tập 22: Búp bê sống trong hộp
- Tập 23: Tay đua xe trên đường đua
- Tập 24: Lưỡng tính
- Tập 25: Video âm nhạc: Lay In Your Arm-Xenia Ghali theo phong cách disco
- Tập 26: Nữ hoàng disco
- Tập 27: Thời trang mùa đông
- Tập 28: Bữa tối sang trọng bên gia đình; Bữa tiệc thời trang của Giáng Sinh; Lãng mạn bên người mẫu nam; Quảng cáo cho Campari